# Digenit
Digenit (Breithaupt, 1844), Chemický vzorec Cu9S5, je klencový minerál. Název pochází z řeckého digenus – dva počátky, neboť je spřízněný s chalkozinem a covelinem.

## Původ
Primární i sekundární minerál měděných ložisek hydrotermálního původu. Vzniká v širokém rozmezí podmínek – v mafických intruzivách, v pegmatitech, vysrážením z vulkanických plynů.

## Morfologie
Nejčastěji vytváří zrnité až celistvé agregáty, často ve srůstech s dalšími sulfidy, především Cu. Vzácně tvoří pseudokrychlové krystaly až 3 cm velké.

## Vlastnosti
- Fyzikální vlastnosti: Tvrdost 2,5-3, křehký, hustota 5,5 g/cm³, štěpnost zřetelná podle {111} (na synt. materiálu), lom lasturnatý.
- Optické vlastnosti: Barva: modrá až černá, se zvyšujícím se množstvím CuS stoupá intenzita modrého tónu, lesk kovový, průhlednost: opakní, vryp šedočerný.
- Chemické vlastnosti: Složení: Cu 78,1 %, S 21,9 %. Rozpustný v HNO3.

## Parageneze
- chalkozin, djurleit, bornit, chalkopyrit a další měděné minerály, pyrit

## Využití
Měděná ruda.

## Naleziště
- Česko – Pikovice objeven při výkopu sklepa čp. 232 v rudní čočce cca 10 cm mocné (v čočce byl nejhojnějším minerálem), Příbram na uranovém ložisku v zrnech a hnízdech do 2 cm, Vrančice vzácný v „chalkozinových“ rudách.
- Slovensko – Rudňany makroskopický v jemných žilkách
- Rusko – Kosjunsk (Severní Ural) v „chalkozinových“ rudách v Cu-nosných pískovcích, kde je nejhojnějším minerálem.
- Kazachstán – Džezgazgan ve vtroušeninových rudách Cu.
- USA – Missouri (Viburnum trend v masivních bornitových rudách), Montana (Butte (Silver Bow Co.) na žilách Cu-As ve velkých černomodrých lesklých masách).
- Demokratická republika Kongo – Kamoto a Kipushi (oba provincie Shaba).
- a další